# Джон Армстронг
Джон Армстронг (англ. John Alexander Armstrong Jr.; 4 травня 1922 Сент-Огастін, штат Флорида — 23 лютого 2010, там само) — американський політолог; докторат у Колумбійському університеті; викладач порівняльної політології в університеті Колорадо, Колумбії, Вісконсину. Автор праці «Український націоналізм 1939—1945 років».

## Напрямки наукових досліджень
- Дослідження у галузі совєтології: Український націоналізм. 1939-1945
- Радянська бюрократична еліта: випадок української номенклатури
- Ідеологія, політика та управління в Радянському Союзі
- Європейська адміністративна еліта
- Нації до націоналізму

## Життєпис
Джон Александр Армстронг молодший народився 4 травня 1922 року в місті Сент-Огастін, штату Флорида, першим з трьох дітей Джона Александра Армстронга і Марії Вірджинії Ернандес.
Навчався у школах м. Джексонвілл, закінчивши у 1940 році середню школу ім. Роберта Лі.
Після закінчення короткого курсу у бізнес-коледжі, працював у хімчистці й пральні, заощаджуючи при цьому гроші на коледж. У 1942 році розпочав навчання в Чиказькому університеті, але був призваний у листопаді до Інженерних військ США (United States Army Corps of Engineers). Проходив службу у 514 інженерному депо у м. Льєж, Бельгія.
У 1949 році закінчив Чиказький університет, отримавши ступені бакалавра філософії (Ph.B.) та магістра. Після закінчення університету повернувся до Європи як член місії у Франкфуртського університету, Німеччина.
У 1950—1953 роках навчався у Колумбійському університеті, отримавши ступінь доктора філософії публічного права та уряду і сертифікат Російського інституту.
Проводячи дослідження для своєї дисертації, присвяченої розвитку українського націоналізму під час Другої світової війни брав інтерв'ю в українців, німців та інших учасників подій, здійснював аналіз німецьких документів.
Дисертація була опублікована у 1955 році під назвою «Український націоналізм, 1939—1945» (англ. Ukrainian nationalism, 1939-1945 / by John A. Armstrong.), з наступним перевиданням мовою оригіналу у 1963, 1990 роках. У 2008 році книгу було видано російською мовою, 2015-го зі змінами.

### Робота в Університеті Вісконсин-Медісон
У 1954—1984 роках працював на кафедрі політології Університету Вісконсин-Медісон. До сфери його наукового інтересу входив Радянський Союз. Джон опублікував три впливових монографії: «Радянська бюрократична еліта» (1959) ; «Політика тоталітаризму» (1961) ; та «Ідеологія, політика і уряд в Радянському Союзі» (1962). Ці праці піднесли Армстронга до рівня провідного «совєтолога».
Армстронг відіграв важливу роль у розвитку програм Росії, Східної Європи та славістики в університеті. У 1958 році з відомим професором — істориком Майклом Петровичем, розпочав Програму Російського регіонознавства. У 1960 році названа програма була розширена за рахунок програми Східної Європи, яка стала попередником нинішнього Центру російських, східноєвропейських і центральноазіатських досліджень (CREECA).
Науковий підхід Армстронга полягав у тому, що він широко використовував обширні польові роботи (інтерв'ю учасників подій). Армстронг вільно володів французькою, німецькою, російською та українською мовами.
Професор Армстронг пішов з університету в 1984 році, повернувся до рідної Флориди.